# Estados Unidos nos Jogos Olímpicos de Inverno de 2002
Os Estados Unidos sediaram os Jogos Olímpicos de Inverno de 2002 em Salt Lake City, Utah. Esses Jogos foram de longe os melhores Jogos de Inverno em casa para os Estados Unidos, ganhando 34 medalhas no total, quase o triplo de suas melhores conquistas anteriores nos Jogos Olímpicos de Inverno de 1960 em  , e os Jogos Olímpicos de Inverno de 1932 e Jogos Olímpicos de Inverno de 1980, ambos em Lake Placid, Nova York, é o máximo que um país anfitrião ganhou em uma única Olimpíada de Inverno.